# Alex Gaudino
Alex Gaudino (született Alessandro Alfonso Fortunato Gaudino, 1970. január 23. –) olasz House- DJ és producer.

## Életrajz

### Korai karrier (1993–2006)
Alex Gaudino Olaszország Salerno városában született.
1998-ban az Olaszországban híres lemezcéghez, a TIME recordshoz szerződött. A cég szárnyai alatt Gaudino több Európa dance-house klubjaiban sikeres szám megalkotásában működött közre. Így például Robbie Riviera Bang című felvétele, vagy a The Tamperer Feel it nevű maxija is az ő nevéhez fűződik.
2006-ban a Ministry of Sound lemezcéggel szerződött, és még ugyanebben az évben két kevésbé sikeres kislemezt is kiadott Reaction, valamint Head Over Heels címmel.

### Listasikerek,My Destination, ésDoctor Love(2006–tól napjainkig)
A valódi áttörést viszont a 2006 decemberében Crystal Waters amerikai énekesnő közreműködésével kiadott Destination Calabria jelentette Gaudino számára. A felvétel európaszerte a slágerlisták élére került.
A szám Magyarországon is jól teljesített, összesen 30 hetet töltött a Mahasz Rádiós top 40-ben. A 2007-es éves összesített listán pedig a 25. helyen végzett.
2008. október 6-án kiadta első stúdióalbumát My Destination címmel.
Következő kislemeze a Watch Out, melyhez az énekesnő Shena kölcsönözte hangját, az album kiadását megelőzve került a rádiókba. A felvétel azonban nem tudta megismételni a Destination Calabria korábbi sikerét. A számot inkább dance rádiók játszották, így például Magyarországon is top 10-be került a Mahasz dance slágerlistáján.
2009 végén megkezdte második stúdióalbuma előkészületeit, amely 2013. március 12-én jelent meg, Doctor Love címmel, és alapvetően pozitív kritikákat kapott. Az albumról hat kislemez került kiadásra: elsőként az I'm in Love (I Wanna Do It) című felvétel 2010-ben, majd a What a Feeling című szám 2011-ben, melyen Kelly Rowland amerikai énekesnő is hallható. A What a Feeling kislemez az Egyesült Királyságban, és Belgiumban is top 10-be került. Ezeket követte az I Don't Wanna Dance Taboo közreműködésével 2012-ben, majd 2013-ban további három kislemez, a Playing with My Heart JRDN kanadai énekessel, az Is This Love Jordin Sparks közreműködésével, végül a Beautiful című dal, melyben Mario is szerepelt.

## Diszkográfia

### Stúdióalbumok
| Cím            | Adatok |
| -------------- | --- |
| My Destination | - Megjelenési dátum: 2008. október 6. - Kiadó: Universal Records - Formátum: CD, digitális letöltés           |
| Doctor Love    | - Megjelenési dátum: 2013. március 12. - Kiadó: Happy Records, Ultra Music - Formátum: CD, digitális letöltés |

### Kislemezek
| Év   | Cím                                                 | Listás helyezések | Listás helyezések | Listás helyezések | Listás helyezések | Listás helyezések | Listás helyezések | Listás helyezések | Listás helyezések | Listás helyezések | Listás helyezések | Album                  |
| Év   | Cím                                                 | BEL (FL)          | BEL (WL)          | FRA               | IRE               | ITA               | NL                | SWE               | UK                | HUN Rádiós 40     | HUN Dance 40      | Album                  |
| ---- | --------------------------------------------------- | ----------------- | ----------------- | ----------------- | ----------------- | ----------------- | ----------------- | ----------------- | ----------------- | ----------------- | ----------------- | ---------------------- |
| 2006 | "Reaction" (feat. Jerma)                            | —                 | —                 | —                 | —                 | —                 | —                 | —                 | —                 | —                 | —                 | My Destination         |
| 2007 | "Destination Calabria" (feat. Crystal Waters)       | 2                 | 2                 | 6                 | 2                 | 12                | 14                | 10                | 4                 | 4                 | 2                 | My Destination         |
| 2007 | "Que Pasa Contigo" (feat. Sam Obernik)              | 50                | 58                | —                 | —                 | —                 | 66                | —                 | —                 | —                 | —                 | My Destination         |
| 2008 | "Watch Out" (feat. Shena)                           | 52                | 59                | —                 | 23                | 12                | 12                | —                 | 16                | —                 | 10                | My Destination         |
| 2008 | "I Love Rock 'n' Roll" (feat. Jason Rooney)         | —                 | 60                | —                 | —                 | —                 | —                 | —                 | —                 | —                 | —                 | Nem jelent meg albumon |
| 2010 | "I'm in Love (I Wanna Do It)" (feat. Maxine Ashley) | 25                | 56                | —                 | —                 | —                 | 46                | —                 | 10                | —                 | —                 | Doctor Love            |
| 2011 | "What a Feeling" (feat. Kelly Rowland)              | 32                | 10                | —                 | 38                | —                 | 66                | —                 | 6                 | —                 | 12                | Doctor Love            |
| 2012 | "I Don't Wanna Dance" (feat. Taboo)                 | 34                | 56                | —                 | —                 | —                 | —                 | —                 | —                 | —                 | —                 | Doctor Love            |

## Külső hivatkozások
- Hivatalos weboldal
- Billboard.com
- Allmusic.com